# Берёзовка (нижний приток Летки)
Берёзовка — река в России, протекает в Прилузском районе Республики Коми. Исток и первые несколько сот метров течения находятся в Мурашинском районе Кировской области. Устье реки находится в 69 км по правому берегу реки Летка. Длина реки составляет 16 км.
Исток реки в лесах на границе Кировской области и Республики Коми в 8 км к западу от села Прокопьевка и в 34 км к юго-востоку от города Мураши. Река течёт на восток, протекает километром южнее села Прокопьевка и впадает в Летку в 5 км к юго-востоку от него. Приток — Полдник (правый).

## Данные водного реестра
По данным государственного водного реестра России относится к Камскому бассейновому округу, водохозяйственный участок реки — Вятка от истока до города Киров, без реки Чепца, речной подбассейн реки — Вятка. Речной бассейн реки — Кама.
По данным геоинформационной системы водохозяйственного районирования территории РФ, подготовленной Федеральным агентством водных ресурсов:
- Код водного объекта в государственном водном реестре — 10010300212111100031822
- Код по гидрологической изученности (ГИ) — 111103182
- Код бассейна — 10.01.03.002
- Номер тома по ГИ — 11
- Выпуск по ГИ — 1